# كيني هاويس
كيني هاويس (بالإنجليزية: Kenny Howes)‏ هو موسيقي أمريكي، ولد في 10 فبراير 1970.

## وصلات خارجية
- الموقع الرسمي
- كيني هاويس على موقع ميوزك برينز (الإنجليزية)
- كيني هاويس على موقع ديسكوغز (الإنجليزية)